# Diljá (cantant)
En aquest nom islandès, el darrer nom és un patronímic, no pas un cognom. La manera de referir-se a aquesta persona és pel nom de pila.
Diljá Pétursdóttir, coneguda monònimament com a Diljá   (Kópavogur, 15 de desembre de 2001), és una cantant islandesa triada com a representant d'Islàndia al Festival de la Cançó d'Eurovisió 2023 amb la cançó «Power».

## Biografia
Diljá va guanyar cert renom com a participant del programa de televisió Ísland Got Talent el 2015. Més endavant, el 2020, es va mudar a la ciutat danesa de Copenhaguen, on va alternar els seus estudis de fisioteràpia amb classes professionals de cant.
El gener del 2023, Diljá va ser confirmada com un dels 10 participants al Söngvakeppnin, el festival islandès anual de preselecció per al d'Eurovisió. El 18 de febrer, va presentar el seu senzill inèdit Lifandi inní mér durant la primera semifinal i la va superar, amb la qual cosa va obtenir l'oportunitat de tornar a exposar la peça en la final, que tindria lloc el 4 de març. Hi va presentar la versió en anglès de la seva cançó, que es titula, doncs, Power. La televotació la va coronar guanyadora del concurs i la va convertir així en la representant legítima d'Islàndia al Festival d'Eurovisió 2023, celebrat a Liverpool. Lifandi inní mér va assolir l'11a posició de la llista musical nacional, mentre que Power es va situar en la 29a posició.

## Discografia

### Senzills
- «Power» (2023)